# قائمة البعثات الدبلوماسية السيراليونية
هذه قائمة بالبعثات سيراليون الدبلوماسية، باستثناء القنصليات الفخرية. سيراليون بلد صغير في غرب إفريقيا. حضورها الدبلوماسي في جميع أنحاء العالم ضئيل للغاية.

## السافرات الحالية

### أفريقيا
| الدولة  | المدينة    | النوع       | Ref.        |
| ------- | ---------- | ----------- | ----------- |
| مصر     | القاهرة    | سفارة       | [ 1 ]       |
| إثيوبيا | أديس أبابا | سفارة       | [ 2 ]       |
| غانا    | أكرا       | مفوضية عليا | [ 3 ]       |
| غامبيا  | بانجول     | مفوضية عليا |             |
| غينيا   | كوناكري    | سفارة       |             |
| كينيا   | نيروبي     | مفوضية عليا | [ 4 ]       |
| ليبيريا | مونروفيا   | سفارة       | [ 5 ]       |
| المغرب  | الرباط     | سفارة       | [ 6 ]       |
| المغرب  | الداخلة    | قنصلية عامة | [ 6 ]       |
| نيجيريا | أبوجا      | مفوضية عليا | [ 7 ] [ 8 ] |
| السنغال | داكار      | سفارة       | [ 9 ]       |

### الأمريكيتين
| الدولة           | المدينة        | النوع  | Ref.   |
| ---------------- | -------------- | ------ | ------ |
| الولايات المتحدة | واشنطن العاصمة | سفارة ‏ | [ 10 ] |

### آسيا
| الدولة                   | المدينة      | النوع | Ref.                 |
| ------------------------ | ------------ | ----- | -------------------- |
| الصين                    | بكين         | سفارة | [ 11 ] [ 12 ] [ 13 ] |
| إيران                    | طهران        | سفارة | [ 14 ]               |
| الكويت                   | مدينة الكويت | سفارة | [ 15 ]               |
| السعودية                 | الرياض       | سفارة |                      |
| كوريا الجنوبية           | سول          | سفارة | [ 16 ]               |
| تركيا                    | أنقرة        | سفارة | [ 17 ]               |
| الإمارات العربية المتحدة | أبو ظبي      | سفارة | [ 18 ] [ 19 ]        |

### أوروبا
| الدولة          | المدينة | النوع        | Ref.                                      |
| --------------- | ------- | ------------ | ----------------------------------------- |
| بلجيكا          | بروكسل  | سفارة        | [ 20 ] [ 21 ]                             |
| ألمانيا         | برلين   | سفارة        | [ 22 ] [ 23 ]                             |
| روسيا           | موسكو   | سفارة        | [ 24 ] [ 25 ] [ 26 ] [ 27 ] [ 28 ] [ 29 ] |
| المملكة المتحدة | لندن    | مفوضية عليا ‏ | [ 30 ] [ 31 ] [ 32 ] [ 33 ]               |

## منظمات متعددة الأطراف
- الأمم المتحدة
  - جنيف (البعثة الدائمة و سفارة الدولة لدى  سويسرا)
  - مدينة نيويورك (البعثة الدائمة)
- الاتحاد الأوروبي
  - بروكسل (البعثة)
- قالب:صورة رمز علم الدولة الاتحاد الأفريقي
  - أديس أبابا (البعثة الدائمة)

## بعثات دبلوماسية غير مقيمة
(المدن التي تقع فيها السفارة مكتوبة بين قوسين)
1. النمسا (برلين)
2. أستراليا (بكين)
3. ألبانيا
4. الجزائر (داكار)
5. أنغولا
6. الأرجنتين
7. أذربيجان
8. أفغانستان
9. بنغلاديش (طهران)
10. البحرين
11. بيلاروس  (موسكو)
12. البوسنة والهرسك
13. البرازيل (واشنطن العاصمة)
14. بروناي (طهران)
15. بلغاريا
16. بوركينا فاسو
17. بوروندي
18. كمبوديا
19. الكاميرون
20. كندا (واشنطن العاصمة)
21. جمهورية إفريقيا الوسطى (ابوجا)
22. تشاد (ابوجا)
23. تشيلي (مدينة نيويورك)
24. جمهورية الكونغو الديمقراطية
25. جمهورية الكونغو
26. كوستاريكا (مدينة نيويورك)
27. كولومبيا (مدينة نيويورك)
28. كرواتيا (موسكو)
29. كوبا (مدينة نيويورك)
30. جمهورية التشيك (موسكو)
31. الدنمارك
32. جيبوتي
33. جمهورية الدومينيكان (مدينة نيويورك)
34. دومينيكا (مدينة نيويورك)
35. الإكوادور (مدينة نيويورك)
36. السلفادور
37. غينيا الاستوائية (ابوجا)
38. إستونيا (موسكو)
39. فنلندا (لندن)
40. فرنسا (بروكسل)
41. الغابون
42. جورجيا
43. اليونان
44. غواتيمالا (مدينة نيويورك)
45. غيانا (واشنطن العاصمة)
46. هايتي (مدينة نيويورك)
47. هندوراس (مدينة نيويورك)
48. هونغ كونغ (بكين)
49. الكرسي الرسولي
50. المجر
51. الهند (أبو ظبي)
52. إندونيسيا (بكين)
53. أيرلندا (لندن)
54. العراق
55. إيطاليا (برلين)
56. ساحل العاج
57. آيسلندا (لندن)
58. اليابان (بكين)
59. الأردن
60. كازاخستان
61. كوسوفو
62. قرغيزستان (طهران)
63. لاتفيا
64. ليبيا (القاهرة)
65. لاوس (بكين)
66. لبنان
67. لاتفيا (موسكو)
68. ليتوانيا
69. لوكسمبورغ
70. مالي
71. جزر المالديف (أبو ظبي)
72. ماكاو (بكين)
73. ماليزيا (بكين)
74. مالطا
75. المغرب (داكار)
76. الجبل الأسود (موسكو)
77. موريتانيا (داكار)
78. المكسيك
79. مولدوفا
80. منغوليا
81. الجبل الأسود
82. النرويج (لندن)
83. هولندا
84. نيوزيلندا
85. النيجر
86. مقدونيا
87. عُمان (أبو ظبي)
88. البرتغال (لندن)
89. باكستان (طهران)
90. فلسطين
91. باراغواي
92. بيرو
93. الفلبين (بكين)
94. بولندا
95. بنما
96. قطر
97. رومانيا
98. روسيا
99. رواندا
100. إسبانيا (لندن)
101. جنوب إفريقيا (أديس أبابا)
102. صربيا
103. سنغافورة (بكين)
104. سلوفاكيا
105. سلوفينيا
106. الصومال (أديس أبابا)
107. جنوب السودان (أديس أبابا)
108. سريلانكا
109. السودان
110. السويد
111. سويسرا
112. سوريا
113. تايلاند (بكين)
114. تنزانيا
115. تركمانستان (طهران)
116. تونس (القاهرة)
117. ترينيداد وتوباغو (واشنطن العاصمة)
118. طاجيكستان (طهران)
119. أوغندا
120. أوكرانيا (موسكو)
121. أوزبكستان (طهران)
122. فنزويلا (واشنطن العاصمة)
123. فيتنام (بكين)
124. اليمن
125. زامبيا
126. زيمبابوي